# Liège-Bastogne-Liège de 1925
A Liège-Bastogne-Liège de 1925 foi a 15.ª edição da clássica ciclista Liège-Bastogne-Liège. A carreira disputou-se no domingo 14 de maio de 1925, sobre um percurso de 231 km. O vencedor final foi o belga Georges Ronsse, que se impôs ao sprint a seu colega de fuga, o também belga Gustaaf Van Slembrouck. Louis Eelen completou o pódio ao chegar a mais de oito minutos.

## Classificação final
| Posição | Ciclista               | Equipa    | Tempo    |
| ------- | ---------------------- | --------- | -------- |
| 1       | Georges Ronsse         | -         | 7h52'00" |
| 2       | Gustave Van Slembrouck | -         | s.t.     |
| 3       | Louis Eelen            | -         | a 8'00"  |
| 4       | Armand Van Bruaene     | -         | s.t.     |
| 5       | Henri Dekeyser         | -         | s.t.     |
| 6       | Georges Brosteaux      | -         | a 15'00" |
| 7       | Léon Martin            | JB Louvet | s.t.     |
| 8       | Julien Vuylsteke       | -         | s.t.     |
| 9       | Omer Mahy              | -         | a 16'00" |
| 10      | Omer Taverne           | -         | a 18'00" |